# L'origine du monde
L’Origine du monde (Frans, letterlijk "de oorsprong van de wereld") is een realistisch schilderij van de Fransman Gustave Courbet. Het schilderij, dat hij in 1866 maakte, is zijn meest provocerende naaktschilderij. Het schilderij maakt deel uit van de vaste collectie van het Musée d'Orsay in Parijs.

## Opdrachtgever en model
Het doek werd besteld door de Turkse diplomaat Khalil-Bey, die in Parijs woonde. Hij voegde dit werk toe aan zijn persoonlijke verzameling erotische schilderijen (met onder meer Het Turkse bad van Ingres en De slaap, een ander werk van Courbet). De vrouw die model stond voor het werk, is mogelijk de danseres en courtisane Constance Quéniaux, zo ontdekte Claude Schopp in 2018, bij het bestuderen van een brief van Alexandre Dumas (fils) aan George Sand. Quéniaux was een van de minnaressen van Khalil-Bey.
Eerder dacht men vaak dat Joanna Hiffernan model had gestaan, de Ierse minnares van Courbet, maar deze vrouw zou rood haar hebben gehad, terwijl de beharing op het schilderij zwart is.

## Afbeelding en betekenis
Het schilderij toont een liggende vrouw die met gespreide dijen de toeschouwer een onbelemmerde blik op haar vulva gunt. Hoofd, armen en onderbenen zijn niet te zien.
Letterlijk betekent de titel van het schilderij "de oorsprong van de wereld". Maar "monde"  betekent in het Frans ook "mensen" en de vertaling kan dus ook zijn "de oorsprong van iedereen". Anderen menen dat het titel voor het ontstaan van een nieuw mens, waarmee ook de wereld opnieuw ontstaat. Ook kan de titel van het werk staan voor de creatieve daad van de kunstenaar.

## Provocerend
De vrouwelijke naakten van Courbet waren zo waarheidsgetrouw geschilderd en zo opzienbarend erotisch dat er veel aanstoot aan genomen werd. Samen met Manet verwierp Courbet de academische regels van de schilderkunst. Beiden toonden haarscherp aan dat de geïdealiseerde naakten in het werk van tijdgenoten slechts getolereerd werden in mythologische of allegorische context. Met hun realistische naakten zetten ze zich af tegen de hypocriete welvoeglijkheid van de kunstminnende burgerij.
Met het werk l'Origine du monde ging Courbet nog een stap verder dan l'Olympia van Manet door het meest intieme te tonen. Bij de rebellie tegen de figuratieve kunst wordt het menselijk naakt ontleed en geabstraheerd.

## Gezicht

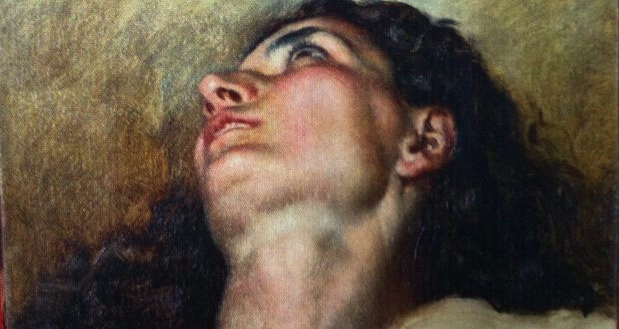
De vermeende bovenkant van het doek.

In 2013 raakte bekend dat een geschilderd gezicht was gevonden dat bij het lichaam zou kunnen passen. Courbetexpert Jean-Jacques Fernier meende dat het deel met het hoofd werd verwijderd van het schilderij om de (latere) goede naam van het model niet te schaden. Experts van het Musée d'Orsay, waar het origineel hangt, meenden dat dit een verzinsel is. De pigmenten die gebruikt werden voor het hoofd zouden op industriële wijze zijn vervaardigd, maar dat geldt voor talloze doeken uit die tijd. Volgens het museum komt bovendien de schilderstijl van beide werken niet overeen. Verder reppen alle getuigen die het doek destijds bij Khalil-Bey hebben gezien van een vrouwentorso zonder hoofd of benen.

## Vandalisme
Het werk werd in mei 2024 beschadigd doordat activisten met rode verf de term #metoo op het doek spoten. Het werk dat normaliter in het Musée d'Orsay in Parijs hangt was tentoongesteld in het Centre Pompidou in Metz in het kader van een tentoonstelling over Jacques Lacan. Een Frans-Luxemburgse performance artist, Deborah De Robertis werd met twee handlangers aangehouden voor het vernielen van dit werk alsook de vernieling van enkele andere werken in het museum.
Namiddag in Ornans (1849) · De Steenkloppers (1849) · Een begrafenis in Ornans (1849-50) · De baadsters (1853) · Bonjour Monsieur Courbet (1854) · Het strand bij Palavas (1854) · Het atelier van de schilder (1855)  · Jonge vrouwen aan de oever van de Seine (zomer) (1857) · L'origine du monde (1866) · De slaap (1866) · Vrouw met een papegaai (1866)